# August Fendler
August Fendler (* 10. Januar 1813 in Gumbinnen; † 27. November 1883 in Port of Spain auf Trinidad) war ein ostpreußischer, deutsch-amerikanischer Botaniker. Sein offizielles botanisches Autorenkürzel lautet „Fendler“.

## Leben und Wirken
August Fendler war das einzige Kind des Holz- und Elfenbein-Drechslers Mathias Fendler, der bereits starb, als Sohn August erst sechs Monate alt war. Zwei Jahre später heiratete seine Mutter ein zweites Mal. Aus dieser zweiten Ehe stammte mindestens ein Sohn. Beide Halbbrüder lebten – mindestens für einige Jahre – gemeinsam in den USA und zuletzt auf Trinidad.
Fendler erhielt wegen seiner ärmlichen Familienverhältnisse zunächst nur eine unzureichende Schulausbildung, wurde dann aber mit zwölf Jahren auf das Gymnasium geschickt. Hier zeigte er größere Begabung für Mathematik, weniger für die alten Sprachen Latein und Griechisch. Nach vier Jahren, als die Eltern erneut in finanzielle Schwierigkeiten gerieten, wurde Fendler wieder von der Schule genommen. Er arbeitete anschließend als städtischer Angestellter, doch wuchs seine Sehnsucht nach fernen Ländern. Die erste Gelegenheit bot sich, als ein Naturwissenschaftler ihn als Mitarbeiter zu einer Inspektionsreise in die Cholera-Quarantäne-Lager an der preußischen Ostgrenze zu Russland mitnahm. Die Cholera hatte 1831 erstmals Europa erreicht.
Im Jahr 1834 studierte er Physik am Königlichen Gewerbe-Institut in Berlin, das pro Semester aus jeder preußischen Provinz maximal drei mittellose, aber begabte Kandidaten als Stipendiaten aufnahm. Fendler hatte ein Stipendium von 300 Talern für einen Zeitraum von drei Jahren erhalten. Trotz schulischen Erfolgs suchte er bereits nach einem Jahr wieder Abwechslung und erbat seine Entlassung, die ihm gewährt wurde.
Im Herbst 1835 wanderte er als Handwerksbursche auf der Walz durch Schlesien und Sachsen nach Frankfurt am Main, am Rhein entlang und schließlich nach Bremen, wo er im Frühjahr 1836 nach Baltimore (Maryland) einschiffte.
In Baltimore ging er mit sehr wenig Geld an Land. Einige Monate arbeitete er deshalb in Philadelphia, dann ging er in die Kohleminen in Pennsylvania, schließlich kam er Ende 1836 nach New York City – ohne Geld und ohne Freunde –, wo er die ersten Ozeandampfer Sirius und Great Western zu sehen bekam. Seine Arbeitsstelle in einem Lampengeschäft verlor er 1838 nach der großen Wirtschaftskrise von 1837. Fendler machte sich auf den Weg nach St. Louis (Missouri), wo er nach 30-tägiger Reise eintraf.

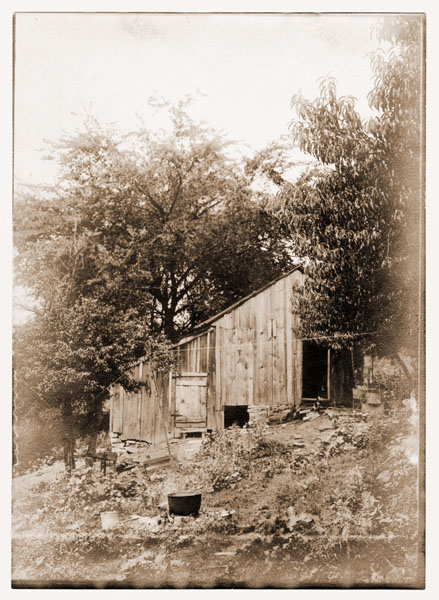
Fendlers Haus in Allentown im Jahr 1907

In St. Louis arbeitete er wieder bei einem Lampenmacher, der die damals etwa 13.000 Einwohner zählende Stadt mit Petroleumlampen versorgte. Die Wintertage waren ihm allerdings zu kalt, weshalb er Weihnachten 1838 in den Süden ging. Da die Raddampfer wegen Eisgangs festlagen, wanderte er den ganzen Weg zu Fuß über den Mississippi River durch Illinois, Kentucky und Tennessee nach New Orleans. Inzwischen war Texas überall Gesprächsthema geworden, so dass Fendler mit einem Dampfer nach Galveston weiterfuhr, wo er im Januar 1839 eintraf. Von dort zog er weiter nach Houston. Doch in Texas brach das Gelbfieber aus, an dem auch Fendler erkrankte. Er beschloss, Texas wieder zu verlassen, und ging Ende 1839 zurück nach Illinois, wo er für kurze Zeit als Lehrer arbeitete. Nach einiger Zeit fasste er den Entschluss, Einsiedler in menschenleerer Wildnis zu werden. Fündig wurde er auf der etwa 4 km langen unbewohnten Flussinsel Wolf’s Island in der Nähe der kleinen Ortschaft Wellington, am Missouri River etwa 500 km flussaufwärts von St. Louis gelegen. Dort richtete er sich eine verlassene Holzfällerhütte her und lebte als Eremit, wobei ihm der vorhandene Wildreichtum auf der Insel zugutekam. Nach einem halben Jahr wurde die Insel jedoch durch eine Flut überschwemmt; Fendler musste die Insel verlassen und entkam knapp dem Ertrinken.
Im Jahr 1841 machte er einen Besuch in seiner Heimat Königsberg, wo er die Bekanntschaft mit Ernst Meyer machte, Professor für Botanik an der dortigen Universität und Direktor des Botanischen Gartens. Dieser machte Fendler den Vorschlag, für ihn gegen Bezahlung im Westen der USA Pflanzen zu sammeln. Fendler ging auf dieses Angebot ein und begann sofort nach seiner Rückkehr in den USA, Pflanzen zu sammeln, die er von Georg Engelmann wissenschaftlich bestimmen ließ. Während des Mexikanisch-Amerikanischen Krieges (1846) schickte Engelmann ihn zu Asa Gray. Ausgestattet mit einem Schreiben des Kriegsministers, in dem dieser für Fendler freies Geleit für seine Person und seine Pflanzensammlung anordnete, kam Fendler mit der US-Armee nach Santa Fe in New Mexico. Er gilt als der erste professionelle Botaniker in New Mexico. Doch erst im Frühjahr 1847 konnte er mit seiner Sammlung beginnen und kehrte doch schon Ende des Jahres wieder nach St. Louis zurück. In den folgenden Jahren machte er von St. Louis aus noch Expeditionen nach Panama und Arkansas.
Ende 1853 ging Fendler nach Venezuela, wo er in der Nähe von Colonia Tovar bei Caracas eine kleine Farm kaufte. In Venezuela sammelte er nicht nur Pflanzen, sondern betrieb während seines längeren Aufenthalts zusätzlich auch meteorologische Studien. Einige seiner Beobachtungen wurden im Jahresbericht 1857 der Smithsonian Institution festgehalten. Hin und wieder kehrte er in die USA zurück (1855/1856), um seine Erkenntnisse mit anderen Botanikern auszutauschen. Alle Jahre bis zu seinem Tod korrespondierte er immer wieder mit Asa Gray, in dessen Auftrag er handelte.
Nach Missouri 1858 zurückgekehrt, siedelte er zunächst bei Seaford (Delaware). Ab 1864 begann er bei Allentown (Missouri) ein Stück Land zu bearbeiten. Schon nach sieben Jahren verkaufte er es wieder und besuchte im Frühjahr 1871 noch einmal seine deutsche Heimat. Doch die USA ließen ihn nicht mehr los – er war sogar seit 24 Jahren offiziell naturalisierter US-Staatsbürger –, er kehrte in die Staaten zurück und ließ sich 1873 in Wilmington (Delaware) nieder, um dort seinen Lebensabend zu genießen. Er betätigte sich nun als „spekulativer Physiker“; im Jahr 1874 veröffentlichte er ein dünnes Buch The Mechanism of the Universe, das allerdings ein Misserfolg wurde. Doch das Klima in Wilmington war nichts für ihn, er bekam Rheumatismus und so suchte er sich ein klimatisch angenehmeres Umfeld.
Deshalb reiste er am 11. Mai 1877 nach Port of Spain auf Trinidad, wo er am 3. Juni ankam. Auch hier sammelte er weiterhin Pflanzen, bis er am 27. November 1883 starb.
Nicht nur die Botanik interessierte Fendler: Während seiner Jahre in Wilmington übersetzte er Goethes „Faust I“ ins Englische. Das Manuskript ist noch erhalten, wurde allerdings niemals gedruckt.

## Dedikationsnamen
Nach Fendler sind unter anderem die Pflanzengattung Fendlera sowie die Arten Echinocereus fendleri und Sphaeralcea fendleri benannt.

## Schriften (Auswahl)
- Meteorology of Colonia Tovar. Venezuela 1857
- The Mechanism of the Universe. 1874